# Livada (Satu Mare)
Livada (Roemeens), Sárköz (Hongaars) is een stad (oraș) in het Roemeense district Satu Mare. De gemeente telt 7004 inwoners en bestaat naast het stadje uit de dorpen Adrian (Adorján), Dumbrava (Meggyesgombás) en Livada Mică (Sárközújlak). De gemeente kreeg stadsrechten in 2006.
De Hongaren zijn met bijna 60% van de bevolking in de meerderheid.
Steden met gemeentestatus: Satu Mare · Carei

Steden zonder gemeentestatus: Ardud · Negrești-Oaș · Tășnad · Livada

Gemeenten: Acâș · Andrid · Apa · Bătarci · Beltiug · Berveni · Bixad · Bârsău · Bogdand · Botiz · Călinești-Oaș · Cămărzana · Cămin · Căpleni · Căuaș · Cehal · Certeze · Craidorolț · Crucișor · Culciu · Doba · Dorolț · Foieni · Gherța Mică · Halmeu · Hodod · Homoroade · Lazuri · Medieșu Aurit · Micula · Moftin · Odoreu · Orașu Nou · Păulești · Petrești · Pir · Pișcolt · Pomi · Sanislău · Santău · Săcășeni · Săuca · Socond · Supur · Tarna Mare · Terebești · Tiream · Târșolț · Turț · Turulung · Urziceni · Valea Vinului · Vama · Vetiș · Viile Satu Mare